# À ma place
À ma place est une chanson composée par Axel Bauer, enregistrée en duo avec Zazie et sortie en 2001.
Les paroles sont de Zazie et la musique d'Axel Bauer. Elle constitue le deuxième single extrait de l'album d'Axel Bauer Personne n'est parfait, sorti le 7 mai 2001. Le single devient disque d'or et atteint le top des meilleures ventes en France et en Belgique francophone. En 2002, il est récompensé comme chanson francophone de l'année au 3e NRJ Music Awards.
La chanson parle des difficultés d'un couple à se comprendre. Chacun attend que l'autre soit une autre personne mais tous deux espèrent être aimés pour ce qu'ils sont (« Je n'attends pas de toi que tu me comprennes / Seulement que tu m'aimes pour ce que je suis »).
Le clip a été réalisé par Didier Le Pêcheur. Les photos de la pochette du single sont extraites du clip.

## Liste des titres du single
| No | Titre                   | Paroles     | Musique    | Durée |
| -- | ----------------------- | ----------- | ---------- | ----- |
| 1. | À ma place (radio edit) | Zazie       | Axel Bauer | 4:30  |
| 2. | Tu seras bien           | Ilhem Kadid | Axel Bauer | 3:55  |

## Ventes
Le single s'est vendu à 432 000 exemplaires et est certifié disque d'or.

## Classements
Le single est resté no 1 pendant 4 semaines en Belgique francophone et y a été la 12e meilleure vente de l'année 2001.
| Pays                   | Meilleure position | Entrée      | Sortie           |
| ---------------------- | ------------------ | ----------- | ---------------- |
| France                 | 4                  | 12 mai 2001 | 15 décembre 2001 |
| Belgique (Francophone) | 1                  | 4 août 2001 | 19 janvier 2002  |